# Imigração alemã na Bahia
A imigração alemã na Bahia se iniciou no século XIX com a criação da colônia Leopoldina no sul da Bahia. Na época da Independência da Bahia, foi estabelecida a Colônia de São Jorge dos Ilhéus (ou São Jorge da Cachoeira).
O município de Maracás abrigou um campo de concentração para alemães com a entrada do Brasil na Segunda Guerra Mundial.
No Recôncavo Baiano, no setor de fumo são proeminentes as Fábricas de Charutos Dannemann e Suerdieck, ambas datadas da segunda metade do século XIX, já nas artes Hansen Bahia tem obras expostas no Museu Hansen Bahia, em Cachoeira, e no Memorial de São Félix, em São Félix.